# Satimensaari (ö i Birkaland)
Satimensaari är en ö i Finland. Den ligger i sjön Iso-Tarjanne och i kommunen Mänttä-Filpula i den ekonomiska regionen  Övre Birkalands ekonomiska region  och landskapet Birkaland, i den södra delen av landet, 220 km norr om huvudstaden Helsingfors. Öns area är 1 hektar och dess största längd är 170 meter i sydväst-nordöstlig riktning.